# Imaginiérie
 (septembre 2017).
Si vous disposez d'ouvrages ou d'articles de référence ou si vous connaissez des sites web de qualité traitant du thème abordé ici, merci de compléter l'article en donnant les références utiles à sa vérifiabilité et en les liant à la section « Notes et références ».
« Imagineering » redirige ici.  Pour le studio de développement de jeux vidéo, voir Imagineering (entreprise).
L'imaginiérie, ou imagineering en anglais, est une discipline inventée dans les années 1950 par Walt Disney pour la conception du premier Disneyland. Pour regrouper les ingénieurs et artistes dédiés à la création des parcs à thèmes, Disney fonda en 1952 la société WED Entreprises, qui prit plus tard le nom de Walt Disney Imagineering,.

## Le principe de la discipline
Cette discipline se caractérise par une rupture avec les approches traditionnelles de l'architecture, du paysagisme, de la muséographie et de la scénographie. Elle part de l'imagination d'un dessinateur ou d'un scénariste et non plus de la tradition d'un artisan ou de la technique du spécialiste. Elle ajoute une étape préliminaire d'imagination où la seule contrainte est la production d'une expérience hors du commun pour le visiteur.
Chaque création doit posséder un scénario. C'est seulement ensuite que l'œuvre prendra une forme. Des architectes, ingénieurs, paysagistes, metteurs en scène ou d'autres professionnels interviennent afin d'aider à la réalisation de cette œuvre.
Walt Disney Parks and Resorts met en scène ses parcs pour que le visiteur soit plongé dans une aventure ; non seulement pendant l'attraction, mais aussi avant et après. Ainsi ses parcs de loisirs sont « séparés » du monde extérieur par une berne boisée, les bâtiments disgracieux du quotidien sont masqués comme la totalité des coulisses ou des hangars contenant les attractions.

## La généralisation du concept
Depuis les années 1950, cette approche est utilisée dans le monde entier pour concevoir les lieux de divertissement à thème. Ainsi Karal Ann Marling déclare que l'architecture de Main Street USA à Disneyland ébauche et préfigure les centres commerciaux avec des zones à thèmes. Elle déclare aussi que le parc marque le début de l'architecture de la "réassurance". L'homme cherche à se sentir mieux en se rappelant ses origines, en partie enjolivées, au travers de l'architecture.
C'est surtout à partir des années 1980 que la conception Disney de l'imaginiérie est sortie du petit monde de Disney pour être appliquée par d'autres sociétés de parc d'attractions. Parmi les utilisateurs on retrouve les parcs Universal Studios ainsi que de prestigieuses sociétés comme Alcorn & Mc Bride qui ont été ou sont toujours les sous-traitants de Disney, Universal, Anheuser-Busch, etc.

Ce sont des anciens de chez Disney ou ces sous-traitants qui ont exporté le concept mais aucun parc ne rivalise encore avec la "magie" de Disney, principalement à cause des sommes gigantesques dépensées par la Walt Disney Company ou Oriental Land Company.

À titre d'exemple : 
- le Parc Astérix qui possède un fort caractère, une relative qualité d'immersion et de réalisation a coûté en 1989 près de 100 millions d'euros
- le parc Disneyland français a coûté 2 milliards d'euros en 1992
- l'attraction Space Mountain : De la Terre à la Lune a coûté à elle seule 123 millions d'euros en 1995.

Depuis le milieu des années 1990 de nombreux anciens imaginieurs de Disney ont justement travaillé pour les concurrents de Disney : les Universal's Islands of Adventure en sont le meilleur exemple. Ce parc est le parc américain non Disney le plus proche de la définition du parc à thèmes donnée par Walt Disney pour Disneyland.
D'autres parcs européens ont de par leur évolution rattrapé les critères Disney :
- Efteling aux Pays-Bas
- Europa-Park en Allemagne

Maintenant, certains parcs européens ont été ou seront construits dès l'origine en respectant les critères Disney grâce à certains anciens de Disney partis après avoir été licenciés. Il s'agit de :
- PortAventura Park (Salou, Catalogne, Espagne)
- Warner Bros. Movie World (San Martín de la Vega, Madrid, Espagne)

### SérieAn Imagineer's-Eye Tour
- (en) The Imagineers, Disneyland : An Imagineer's-eye Tour, Disney Editions, novembre 2008, 125 p., broché [détail des éditions] (ISBN 978-1-4231-0975-4)
- (en) The Imagineers, Disney California Adventure At Disneyland : An Imagineer's-Eye Tour, Disney Editions, avril 2014, 128 p., broché [détail des éditions] (ISBN 978-1-4231-8000-5)
- (en) The Imagineers, The Magic Kingdom At Walt Disney World : An Imagineer's-Eye Tour, Disney Editions, août 2005, 128 p., broché [détail des éditions] (ISBN 0-7868-5553-3)
- (en) The Imagineers, Epcot at Walt Disney World : An Imagineer's-Eye Tour, Disney Editions, juin 2006, 125 p., broché [détail des éditions] (ISBN 0-7868-4886-3)
- (en) The Imagineers, Disney's Animal Kingdom at Walt Disney World : An Imagineer's-eye Tour, Disney Editions, juin 2007, 125 p., broché [détail des éditions] (ISBN 978-1-4231-0320-2 et 1-4231-0320-3)
- (en) The Imagineers, Disney's Hollywood Studios at Walt Disney World : An Imagineer's-eye Tour, Disney Editions, juillet 2010, 125 p., broché [détail des éditions] (ISBN 978-1-4231-1593-9 et 1-4231-1593-7)